# Arréforas

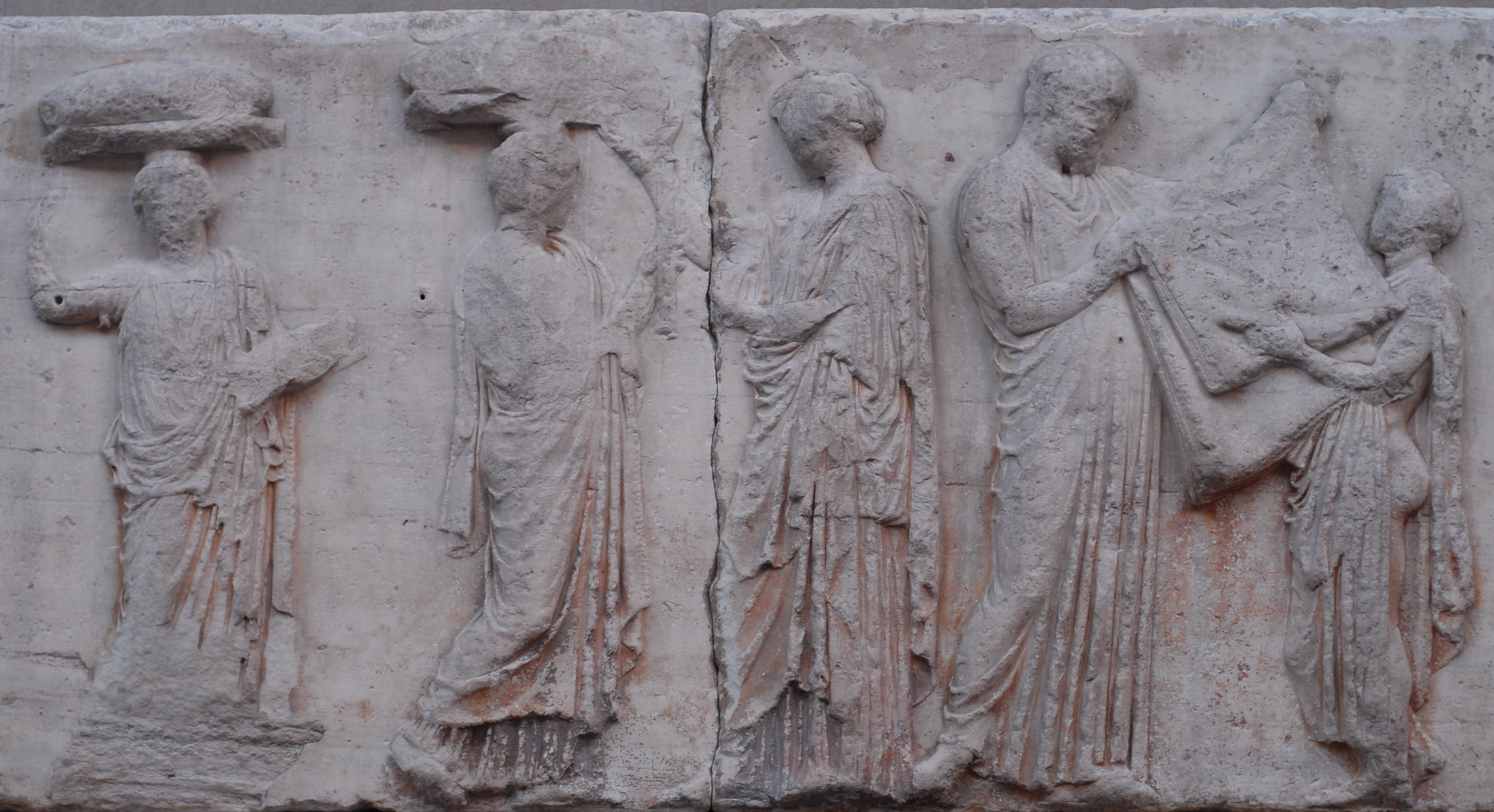
Escena con figura doblando un peplo en el friso del lado este del Partenón (Museo Británico).

Las arréforas o arréforos (en griego antiguo: Ἀρρήφορος) eran muchachas vírgenes de entre siete y once años que vivían en el Arreforión (Acrópolis de Atenas). En la festividad de las Arreforias, consagrada a la diosa Atenea Polias, llevaban sobre sus cabezas en unas cestas, lo que les daba la sacerdotisa de esta diosa. Según Pausanias nadie sabe de qué se trataba, ni siquiera ellas mismas. En el recinto de Afrodita en los Jardines descendían las jóvenes por una bajada subterránea hasta una cueva. Dejaban los presentes allí abajo y cogían otros objetos que también estaban tapados y que llevaban a la Acrópolis. Después de esto eran remplazadas por otras.
Eran elegidas por los arcontes entre las familias nobles, probablemente entre las allegadas al culto de Atenea. Sus familias sufragaban los gastos de la fiesta.
Su nombre significa portadoras de árrēta: cosas de las que está prohibido hablar.
Harpocración señala en su Lexicon, bajo el apartado de Arrêphorein, que existían cuatro arréforas (Arrephoroi) y que dos de ellas tejían el peplo de Atenea que recibía cada cuatro años en las Panateneas.